# Augusto Silj
Augusto Silj (9 de julho de 1846 - 27 de fevereiro de 1926) foi um cardeal da Igreja Católica Romana que serviu como prefeito do Supremo Tribunal da Assinatura Apostólica. Augusto Silj nasceu em Calcara di Visso, Itália. Entrou no Seminário de Norcia e continuou sua educação no Pontifício Seminário Romano, onde obteve doutorado em filosofia e doutorado em direito canônico e civil.
Ele era primo do cardeal secretário de Estado Pietro Gasparri (1852-1934).

## Sacerdócio
Foi ordenado em 4 de abril de 1874. Fez trabalho pastoral na diocese de Roma e foi, ao mesmo tempo, reitor do hospício "dei Convertendi". Trabalhou como consultor da Congregação para Bispos e Regulares e da Pontifícia Comissão para a Codificação do Direito Canônico. Ele foi criado prelado Doméstico de Sua Santidade em 7 de julho de 1906.

## Episcopado
Foi nomeado Arcebispo titular de Cesaréia da Mauritânia pelo Papa Pio X em 26 de dezembro de 1906. Foi consagrado em 13 de janeiro de 1907 pelo Cardeal Secretário de Estado, Rafael Merry del Val, assistido por Pietro Gasparri, Secretário da Congregação de Assuntos Eclesiásticos Extraordinários. e por Ercolano Marini, bispo de Norcia. Ele foi nomeado consultor da Congregação do Conselho em 4 de novembro de 1908.

## Cardinalizado
Ele foi criado Cardeal-presbítero de Santa Cecília em Trastevere pelo Papa Bento XV no consistório de 15 de dezembro de 1919. O Papa Bento XV nomeou-o Prefeito do Supremo Tribunal da Assinatura Apostólica em 20 de março de 1920, cargo que ocupou até sua morte. Ele participou do conclave de 1922 que elegeu o Papa Pio XI. Ele morreu em 1926 e é enterrado no cemitério Campo di Verano. Ele queria ser enterrado em Ussita, ao lado da pia batismal da igreja de Sant'Andrea.